# Los Hermanos (groupe américain)
Pour les articles homonymes, voir Los Hermanos.
Los Hermanos est un groupe américain de techno de Détroit, originaire de Détroit, dans le Michigan.

## Histoire
Le groupe est composé à sa création en 2002 de DJ Rolando, Gerald Mitchell, Dan Caballero et Santiago Salazar. Los Hermanos est également le nom du label, distribué par Submerge Distribution, sur lequel sont parus les premières productions du groupe. Après le départ de DJ Rolando en 2005, les productions de Los Hermanos sont presque exclusivement le fait du seul Gerald Mitchell, à l'image de l'album Traditions and Concepts paru le 21 décembre 2007 au Japon.
En 2020, Los Hermanos et Gerald Mitchell rééditent leur single Another Day, sorti en août 2004,.

## Discographie
- 2004 : On Another Level (album ; Soundscape Japan, chez Submerge Recordings)
- 2004 : Return of The Dragons , Underground Resistance)
- 2006 : Submerge Live in Japan (DVD ; Soundscape Japan)
- 2007 : Traditions and Concepts (album) (Soundscape Japan, 2008 chez Submerge Recordings)

## Los Hermanos (label)
- Los Hermanos - Birth of 3000
- Los Hermanos - Quetzal / Tescat
- Los Hermanos - Tres EP (EP)
- Los Hermanos - Influence EP (EP)
- Gerald Mitchell - Resurrection EP (EP)
- Los Hermanos - My Mother's Guitarra / Guidance
- Gerald Mitchell - Resurrection
- Santiago Salazar / DJ Dex - Tzolkin / Kawak